# Karmansbo hytta
Karmansbo hytta var en hytta som anlades i Köping i slutet av 1800-talet för produktion av tackjärn. Namnet kom från ägaren, Karmansbo bruk. Hyttan var vid uppstarten den största och modernaste i Sverige. På 1910-talet utökades verksamheten med en kopparhytta. Karmansbo hytta fick många svårigheter och tvingades tidvis till driftuppehåll. Hyttan stängdes slutligen 1940. Stora delar av anläggningen revs kort därefter.

## Karmansbo hytta
Karmansbo hytta som låg i Köping uppfördes 1896–1897 på initiativ av bruksdisponenten i Karmansbo bruk, Elias Swedberg (vars son, The Svedberg, sedermera kom att bli professor och Nobelpristagare.) Arkitekt var stadsarkitekten i Köping, Theodor Dahl. Anläggningen fick en imponerande och ovanlig exteriör. Platsen var intill Köpingsån och järnvägen, cirka 500 meter från Köpings järnvägsstation. Masugnen påblåstes (startades upp) den 17 augusti 1897. Den var då den största och modernaste i Sverige. Masugnspipans höjd var 17,8 meter och diameter ca 3 meter. Anläggningen hade kostat drygt 250 000 kronor.
Förläggningen av Karmansbo hytta till Köpings hamn berodde på närheten till effektiva transporter. Karmansbo hytta förbands med Karmansbo bruk via Köping–Uttersberg–Riddarhyttans Järnväg. Träkol och malm kunde transporteras söderut till hyttan och tackjärn norrut till smedjan i Karmansbo. Sjötransporter över fjärden Galten och vidare på övriga Mälaren gav möjlighet att exportera tackjärn. 
Vid denna tid fanns kraft att få från både ångmaskiner och elektricitet. Anläggningen hade tre ångmaskiner, en på 75 hk för blåsmaskinen (som blåser luft för förbränningen i masugnen, så kallad blästerluft), en på 45 hk för lyftanordningar  (t.ex. för malmhund) och pumpar, samt en på 10 hk för belysning. Det fanns ca 70 glödlampor inomhus och fyra stora båglampor utomhus. Rostugnen var konstruerad av Ernst Westman. Rostugnen användes för rostning av malmen som en förberedelse för reduktionen av järnet i den rostade malmen i masugnen för produktion av tackjärn.
Karmansbo bruk kom i ekonomisk kris och sålde Karmansbo hytta 1909. Karmansbo bruk och hytta kom därefter att ha flera ägarbyten.

## Drift av hyttan
Masugnen drevs i en kontinuerlig process under flera månader, ibland i flera år. Malmen drogs upp till rostugnens topp på en bana med en malmhund och rostades i två timmar. Man måste hålla isär malmer från olika gruvor. Den rostade malmen drogs med en annan malmhund upp till toppen av masugnen, vid hyttkransen. Här förvarades malmer från olika gruvor i varsitt bås. Uppsättaren fyllde på (chargerade) rostad malm, kalk och träkol i masugnspipan. Vartefter kolet brann upp så sjönk nivån.  Masugnen chargerades ungefär fyra gånger varje timme, dygnet runt, alla dagar. I masugnens nedre del avtappades slagg. I nivå under slaggen avtappades flytande järn som stelnade till tackjärn i formar på golvet i tappningshallen.
Malmen kom från flera gruvor för att ge rätt kvalitet på tackjärnet. Masmästaren gav order om hur blandningen skulle göras. Malmen vägdes upp med en hävstångsvåg (besman), där vågskålen utgjorde transportkärlet som på vridbara armar förde materialet till masugnspipan. En typisk chargering kunde se ut så här: 145 kg malm från Fickgruvan, 135 kg malm från Långgruvan, 90 kg malm från Stripa gruva, 45 kg malm från Riddarhyttan, 50 kg kalk från Oaxen, 10 kg hårdslagg, 17 kg glödspån och 1,5 kubikmeter träkol.
Karmansbo hytta hade omkring 75 anställda.

## Nedläggning
Den 10 juli 1940 blåstes masugnen ned (stängdes för gott), 43 år efter påblåsningen. År 1943 revs kolhusen och den höga masugnsbyggnaden. Kvar blev ett gjuteri, som tillkommit på 1920-talet. I hyttans kvarstående byggnader drevs en mekanisk industri, Waldén-Verken.

## Bildgalleri

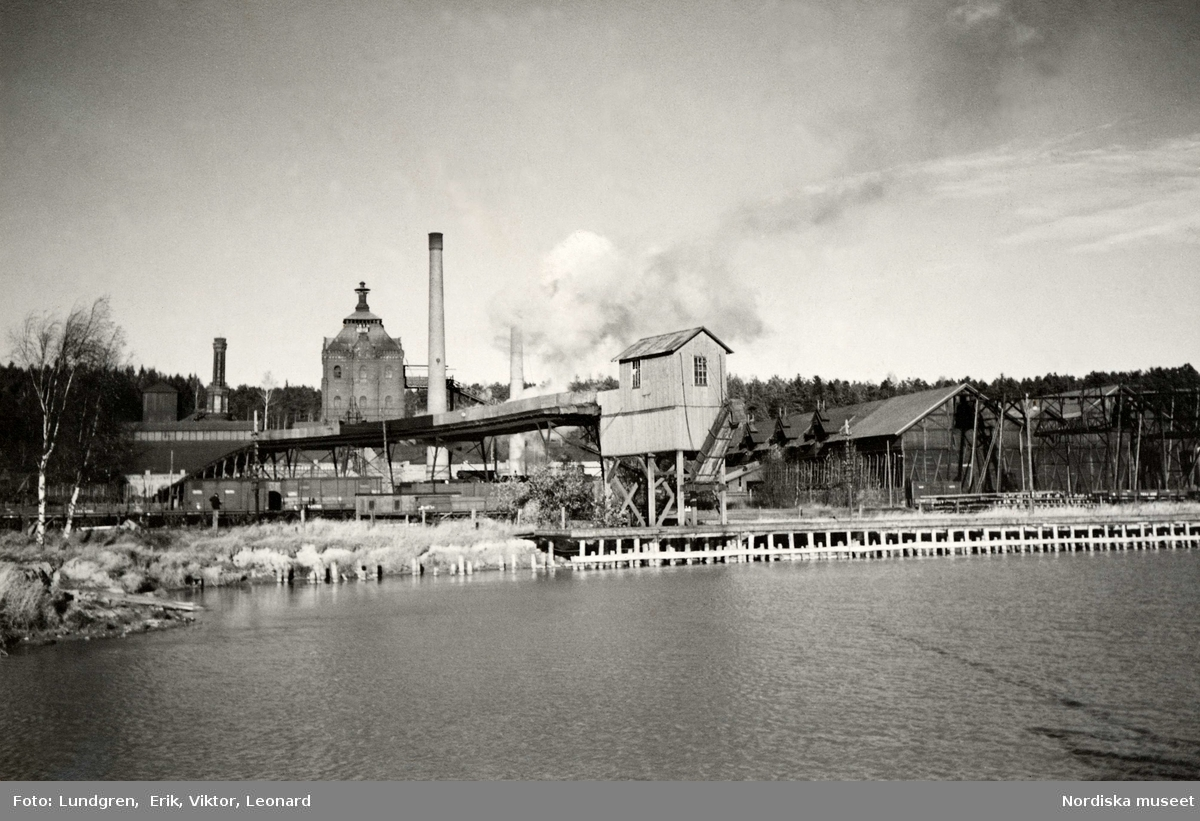
Karmansbo hytta vid Köpingsån. Närmast syns lastbanan för malm och slagg som gick över järnvägen. Till höger finns linbanorna för träkol till de två kolhusen.
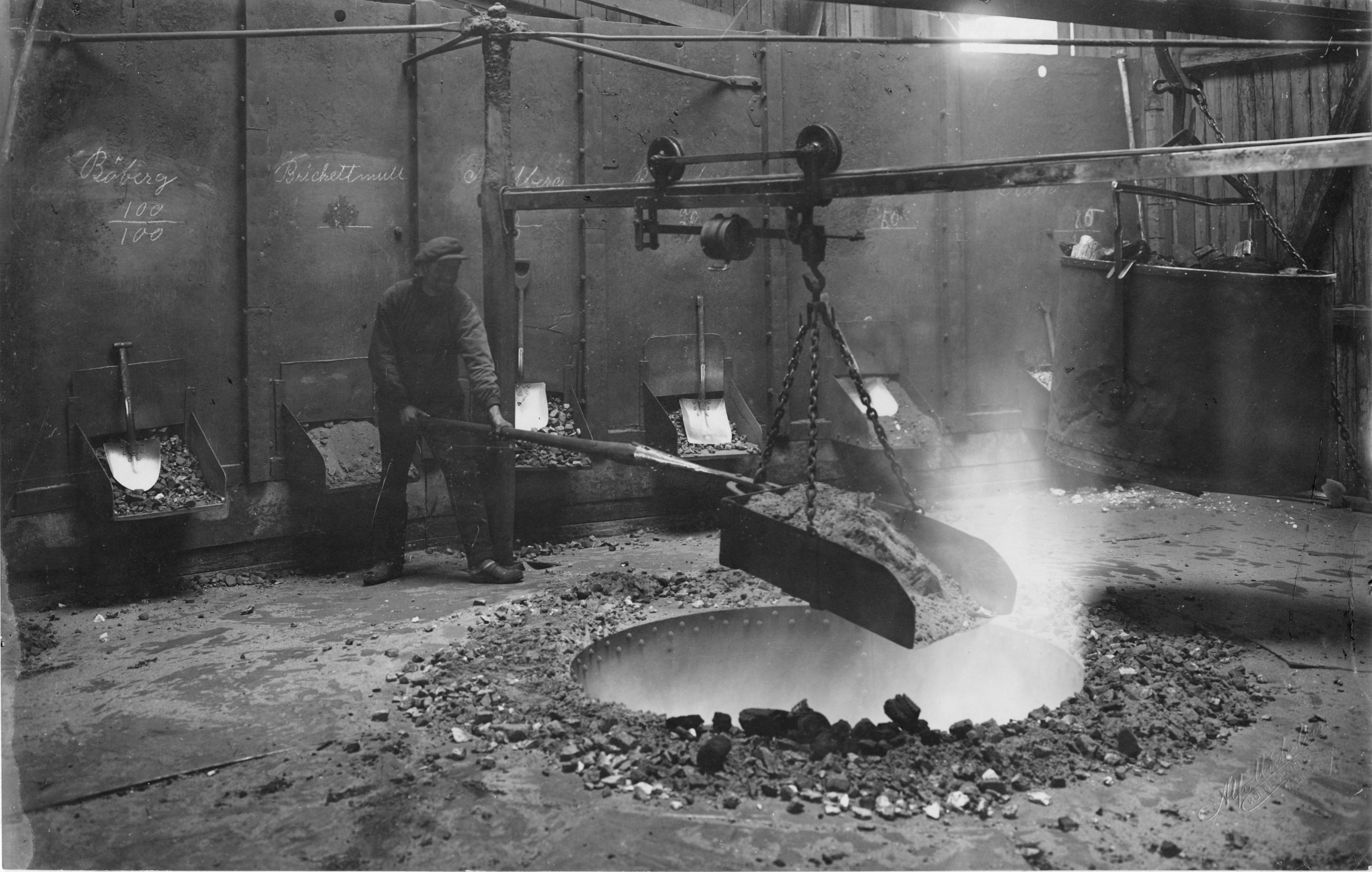
Chargering av malm vid masugnens topp (hyttkransen). I bakgrunden syns båsen för rostad järnmalm från olika gruvor. En tunna med träkol hänger i linbanan till höger. (Bild från Dalkarlshyttan 1925).